# Sainte-Croix-sur-Aizier
Sainte-Croix-sur-Aizier település Franciaországban, Eure megyében. Lakosainak száma 292 fő (2018. január 1.). Sainte-Croix-sur-Aizier Vatteville-la-Rue, Tocqueville és Bourneville községekkel határos.

## Népesség
A település népessége az elmúlt években az alábbi módon változott:
| Lakosok száma | 241  | 226  | 234  | 192  | 194  | 254  | 264  | 271  | 287  | 292  |
|               | 1962 | 1968 | 1982 | 1990 | 1999 | 2008 | 2011 | 2013 | 2017 | 2018 |